# Yngvar Nielsen
Yngvar Nielsen (ur. 1843, zm. 1916) – norweski historyk i geograf, a także konserwatywny polityk i doradca szwedzko-norweskiego króla Oskara II. Walnie przyczynił się do rozwoju turystyki w Norwegii, głównie dzięki publikacji przewodników w języku angielskim i niemieckim.

## Dzieła
- Jens Ågessøn Bjelke: Norges Riges Kantsler (1871)
- Grev Sandels's statholderskab 1818–1827 (1873) NBdigital
- Grev von Platens Statholderslkab 1827–1829 (1875)
- Det norske vejvæsens udvikling før 1814 (1876)
- Bergen fra de ældste Tider indtil Nutiden (1877)
- Om nogle middelalderske slægter i det vestenfjeldske Norge (1878)
- Reisehaandbog over Norge (1879)
- Norwegen, Schweden og Dänemark (1879)
- Reisebreve og Folkelivs-Studier (1880)
- Det norske Rigsraad (1880)
- Træk af den norske bondestand udvikling i de sidste 300 år (1881)
- Norges Historie efter 1814 (3 bd., 1882–1892)
- Det norske og svenske Kongehus fra 1818 (1883)
- 1814. Det første Overordentlige Storthing (1887) NBdigital
- Stormagternes Forhold til Norge og Sverige 1815–1819 (1886)
- Grev Herman Wedel Jarlsberg og hans samtid (2 bd., 1888)
- Kampen om Trondhjem: 1657–1660 (1897)
- Bodøsagen (1897) NBdigital
- Om Konventionen i Moss (1898)
- Lensgreve Johan Caspar Herman Wedel Jarlsberg (3 bd., 1901–1902)
- Den gamle Gaard. Barndomsminder fra Maltheby i Femtiaarene (1903) NBdigital
- Af Norges Historie (1904)
- Fører i Universitetets ethnografiske Museum (1904)
- Nordmænd og Skrælinger i Vinland (1904)
- Norge i 1814 (1904) NBdigital NBdigital
- Norge i 1905 (1906) NBdigital
- Bergensbanen (1907)
- Norges historie fremstillet for det norske folk, bd. IV-1 Tidsrummet 1537–1588 (1909) NBdigital
- Erindringer fra et halvt Aarhundredes Vandreliv (1909) NBdigital
- En Christianiensers Erindringer fra 1850- og 1860-Aarene (1910) NBdigital
- Norges historie fremstillet for det norske folk, bd. IV-2 Tidsrummet 1588–1660 (1911)
- Det halve kongerige. Over Nordland og Finmarken til Boris Gleb. Gammel historie og nye reiser (1911) NBdigital
- Bennett's reisehaandbog over Norge (1912)
- Under Oscar II's Regjering. Oplevelser og Optegnelser 1872–1884 (1912) NBdigital
- Fra Johan Sverdrups Dage. Oplevelser og Optegnelser 1884–1889 (1913) NBdigital
- Norge (1914)
- Da unionen skulde briste: Oplevelser og Optegnelser 1890–1895 (1915) NBdigital